# Walpole Cross Keys
 (juillet 2023).
Walpole Cross Keys est une paroisse civile et un village du Norfolk, en Angleterre.